# Dysdera brevispina
Dysdera brevispina là một loài nhện trong họ Dysderidae.
Loài này thuộc chi Dysdera. Dysdera brevispina được Jörg Wunderlich miêu tả năm 1992.